# Three Wonders
Three Wonders (Wonder 3 en Japón) es un videojuego arcade desarrollado por Capcom en 1991 para salones recreativos usando la placa CPS-1. El juego contiene tres juegos diferentes que destacan por su gran calidad gráfica y jugabilidad, Midnight Wanderers: quest for the chariot, Chariot: Adventure through the Sky y Don't Pull.

## Midnight Wanderers: quest for the chariot
Juego de plataformas como Ghosts'n Goblins, también conocido en Japón como Roosters, en el que el primer jugador controla a Lou, y el segundo jugador a Siva. 

### Historia
El juego cuenta la batalla entre el bien y el mal, en el que finalmente el demonio Gaia se apoderó del Carro de la luz y lo guardó en su castillo, comenzando así la era de la oscuridad. La única esperanza que le quedó a la gente era encontrar la Carta del alba con el que despertar el carro.
Una noche apareció un extranjero ofreciendo la Carta del alba a los Midnight Wanderers (Lou, el personaje principal y Siva, su amigo) para rescatar el Carro y a su amiga, la princesa Sena.

### Jefes
- Área 1, nivel 1 - Golem wood
- Nivel 1 - Balgoss
- Área 1, nivel 2 - Shell sock
- Nivel 2 - Laru
- Área 1, nivel 3 - Dumpty
- Nivel 3 - Dougar
- Nivel 4 - Moeban
- Área 1, nivel 5 - Balgoss (repetido)
- Área 2, nivel 5 - Dougar (repetido)
- Nivel 5 - Gaia

## Chariot: Adventure through the Sky
Es un shooter en el que se continua con la historia de Midnight Wanderers, pero esta vez volando por el cielo. Los jefes finales del juego se inspiran en las constelaciones del zodiaco. El juego destaca por tener un nivel muy elevado de dificultad.

### Historia
Tras haber derrotado al demonio Gaia en Midnight Wanderers, unas hadas aparecen en busca de Lou y Siva para que salven al reino de Ashtar y a su princesa Chariot de un malvado demonio (Lar).

### Jefes finales
- Nivel 1 - Aeolus
- Nivel 2 - Hypnos
- Nivel 3 - Gemini
- Nivel 4 - Cancer
- Nivel 5 - Sagittarius
- Nivel 6 - Alcazar (Moeban en el Midnight Wanderers)
- Último nivel - Lar

## Don't Pull
Juego de puzle parecido al Bomberman. Es el más diferente de los tres, ya que no tiene ninguna historia y la temática y los personajes son totalmente diferentes. El juego consiste en lanzar los bloques que aparecen en la pantalla contra los enemigos, hasta acabar con todos para pasar las 32 pantallas del juego.
Al finalizar el juego aparecen los créditos de los creadores (no aparecen al finalizar los dos primeros juegos).

## Adaptaciones
Three Wonders fue portado en 1998 a Sega Saturn y PlayStation por la compañía Xing Entertainment bajo el nombre de Wonder 3 (Arcade Gears), solo para Japón.
Capcom relanzó una colección de juegos clásicos en 2006 Capcom Classics Collection Vol. 2 para PlayStation 2 y Xbox y Capcom Classics Collection: Remixed para PlayStation Portable.

## Curiosidades[4]
- En la versión japonesa aparece la historia de introducción al juego Chariot, que fue eliminada en las demás versiones.
- Roosters, la versión japonesa de Midnight Wanderers, es ligeramente más difícil: 
  - El jefe Goolem Wood tiene un ratio de lanzamiento de bolas superior.
  - El jefe Balgoos es más agresivo, disparando menos y golpeando más.
  - Al final de nivel 2 algunas plataformas se hunden al situarse encima.
- Pony Canyon/Scitron relanzó una edición limitada de la banda sonora de este juego el 21/3/1992.
- En el juego Marvel vs. Capcom: Clash of Super Heroes se puede elegir a Lou como compañero de soporte.
- Shiba, uno de los personajes protagonistas del juego Cannon Spike, está basado en Siva.
- La empresa china de videojuegos denominada Ming Super Chip Electronic distribuyó una versión pirata del Don't Pull llamada Smart Mouse.[5]
- Si los jefes no son vencidos en un tiempo interno determinado por la CPU, se mueren de forma automática permitiendo al jugador pasar a la siguiente fase.